# Aechmea discordiae
Aechmea discordiae är en gräsväxtart som beskrevs av Elton Martinez Carvalho Leme. Aechmea discordiae ingår i släktet Aechmea och familjen Bromeliaceae. Inga underarter finns listade i Catalogue of Life.